# Rudolf Böhm (Anglist)
Rudolf Böhm (* 7. Februar 1935 in Treysa; † 9. Dezember 2013 in Kiel) war ein deutscher Anglist, Literaturwissenschaftler und Hochschullehrer.

## Leben und Wirken
Rudolf Böhm studierte Anglistik und Literaturwissenschaft und promovierte 1963 an der Universität Marburg mit einer Dissertation über das elisabethanische Drama. Nach längerer Tätigkeit als wissenschaftlicher Assistent habilitierte er sich dort 1972 für Englische Philologie. Im gleichen Jahr übernahm er eine Professur an der Christian-Albrechts-Universität zu Kiel; 1977 wurde er Ordinarius am Englischen Seminar dieser Universität. Im Jahr 2000 wurde er emeritiert.
Böhm beschäftigte sich vor allem mit der Literatur William Shakespeares und Christopher Marlowes, außerdem mit der englischen Literatur des 19. und 20. Jahrhunderts.
Böhm war seit 1991 Mitherausgeber der Schriftenreihe Kieler Beiträge zur Anglistik und Amerikanistik.

## Veröffentlichungen (Auswahl)
- Wesen und Funktion der Sterberede im elisabethanischen Drama (= Britannica et Americana, Bd. 13). Cram/de Gruyter & Co., Hamburg 1964 (= Dissertation Universität Marburg).
- Die Marlowe-Forschung der letzten beiden Jahrzehnte. In: Anglia. Zeitschrift für englische Philologie, Bd. 83 (1965), H. 3, S. 324–343 u. H. 4, S. 454–479.
- Die Verleumdungsszene bei Shakespeare. In: Jahrbuch / Deutsche Shakespeare-Gesellschaft West, Jg. 1967, S. 221–236.
- Christopher Marlowe "Doctor Faustus". In: Dieter Mehl (Hrsg.): Das englische Drama vom Mittelalter bis zur Gegenwart. Bd. 1. Bagel, Düsseldorf 1970, S. 39–59.
- George Eliot: Adam Bede. In: Paul Goetsch (Hrsg.): Der englische Roman im 19. Jahrhundert. Interpretationen. Zu Ehren von Horst Oppel. Schmidt, Berlin 1973, S. 150–164, ISBN 3-503-00750-4.
- Das Motto in der englischen Literatur des 19. Jahrhunderts. Fink, München 1975 (= Habilitationsschrift Universität Marburg).
- Nicholas Rowe "Jane Shore". In: Heinz Kosok (Hrsg.): Das englische Drama im 18. und 19. Jahrhundert. Interpretationen. Schmidt, Berlin 1976, S. 57–73, ISBN 3-503-00787-3.
- Die fächerübergreifende Erhellung: Shakespeare und Corneille. In: Rüdiger Ahrens (Hrsg.): William Shakespeare. Didaktisches Handbuch. Bd. 2 (= UTB, Bd. 1112). Fink, München 1982, S. 643–666, ISBN 3-7705-2039-4.
- Der englische Universitätsroman. In: Maria Diedrich (Hrsg.): Studien zur englischen und amerikanischen Prosa nach dem Ersten Weltkrieg. Festschrift für Kurt Otten zum 60. Geburtstag. Wissenschaftliche Buchgesellschaft, Darmstadt 1986, S. 72–84, ISBN 3-534-02264-5.
- (Hrsg.): Die Anglistik als Magisterstudiengang und Lehrerbildungsfach, Zukunftsperspektiven. Podiumsdiskussion über aktuelle Probleme des Faches und ihre Konsequenzen für die Zukunft (= Forum, Bd. 1). Hoffmann, Gießen 1987, ISBN 3-88098-032-2.
- Malcolm Bradbury, "Stepping westward". Das Dilemma des Liberalismus. In: Joachim Schwend (Hrsg.): Literatur im Kontext. Festschrift für Horst W. Drescher (= Scottish studies, Bd. 14). Lang, Frankfurt/M. 1992, S. 265–276, ISBN 3-631-44268-8.
- Christopher Marlowe (1564–1593). In: Literatur in Wissenschaft und Unterricht, Bd. 26 (1993), H. 3, S. 213–231.
- Universität und Industrie. 'Zwei Nationen' in David Lodges "Nice Work". In: Konrad Gross (Hrsg.): Das Natur-, Kultur-Paradigma in der englischsprachigen Erzählliteratur des 19. und 20. Jahrhunderts. Festschrift zum 60. Geburtstag von Paul Goetsch. Narr, Tübingen 1994, S. 222–236, ISBN 3-8233-4135-9.
- Shakespeare "Reformed and Made fit". Tom Stoppard. In: Jürgen Kamm (Hrsg.): Twentieth-century theatre and drama in English. Festschrift for Heinz Kosok on the occasion of his 65th birthday. WVT, Wiss. Verl. Trier, Trier 1999, S. 341–362, ISBN 3-88476-333-4.

Festschrift
- Christoph Bode u. Wolfgang Klooß (Hrsg.): Historicizing, contemporizing Shakespeare. Essays in honour of Rudolf Böhm. WVT, Wiss. Verl. Trier, Trier 2000, ISBN 978-3-88476-368-1.